# Quattro amiche e un paio di jeans (romanzo)
Quattro amiche e un paio di jeans è un romanzo di Ann Brashares.

## Trama
Il romanzo narra la storia di quattro inseparabili amiche sedicenni che per la prima volta si ritrovano a dover passare l'estate in luoghi diversi. Sono però unite dall'affetto e da un paio di pantaloni "magici": jeans comprati in un negozio dell'usato che per miracolo vanno bene a tutte e quattro le ragazze, rendendole bellissime e sicure di sé. Decidono quindi di indossarli a turno, una settimana per una, fino a che non si rivedranno alla fine dell'estate.
Inaugurano la stagione calda nella palestra "Gilda" di Bethesda, a Washington D.C. Quello è infatti il luogo dove le loro madri si sono conosciute ed hanno fatto insieme il corso pre-parto, il luogo dove è iniziato tutto per "le settembrine" (le quattro amiche, tutte nate a settembre). Le ragazze scrivono inoltre una serie di regole per l'uso dei Pantaloni:
1. Non laverai mai i pantaloni
2. Non li porterai mai con i risvolti in fondo: i risvolti sono fuori moda e lo rimarranno sempre, nei secoli dei secoli.
3. Non pronuncerai mai la parola "ciccia" al cospetto dei Pantaloni e mai penserai "sono grassa" mentre li indossi.
4. Non permetterai mai a un ragazzo di sfilarti i Pantaloni (ma potrai sfilarteli da sola in sua presenza).
5. Non mettere le dita nel naso mentre indossi i Pantaloni ma ti sarà permessa una veloce grattatina se proprio muori dalla voglia di metterti le dita nel naso
6. Al momento della nostra riunione, dovrai seguire le procedure previste per documentare il periodo in cui hai portato i Pantaloni.
7. Dovrai scrivere alle tue Vere amiche durante tutta l'estate, ma potrai divertirti come una pazza anche senza di loro.
8. Passerai i Pantaloni alle Vere Amiche secondo lo schema prestabilito dalla Vera amicizia. Il mancato adempimento di tale regola comporterà una severa sculacciata dopo la nostra riunione.
9. Non indosserai mai i Pantaloni con la cintura né infilandoci dentro la maglietta (vedi regola n. 2).
10. Ricorda: Pantaloni = Amore. Ama le tue amiche, ama te stessa.

Da questo momento per le quattro amiche iniziano una serie di avvenimenti e "incidenti" che stravolgeranno la loro vita.

## Personaggi principali
Tabitha "Tibby" Tomko-Rollins
È l'outsider del gruppo: magra e lentigginosa, piena di tutte le nuove tecnologie, sogna di poter diventare una regista, e passa la sua estate in città facendo un documentario. Tibby è scontrosa, cinica, sarcastica, diretta e ribelle, anche verso i genitori sempre troppo indaffarati per badare a lei, conoscerà due persone importanti che cambieranno la sua vita.(Ta)
Lena "Lenny" Kaligaris
La più bella delle quattro amiche, con capelli neri e incredibili occhi verdi, vede la sua bellezza come una maledizione più che un dono, e la nasconde non curandosi molto del suo aspetto. Lena è fragile, sensibile, introversa, timida, e con i ragazzi è piuttosto diffidente. Lena è così fragile  anche a causa del padre greco piuttosto tradizionalista, ha uno spiccato talento da artista; durante una vacanza dalla nonna, nell'isola di Santorini, conoscerà Kostos, un ragazzo che metterà a serio rischio la sua reputazione di "brava ragazza" ma con il quale poi però nascerà un amore non così semplice da dimenticare.
Carmen "Carma" Lowell
Mora e formosa, esperta di moda e molto loquace, vive in simbiosi con la madre portoricana. Ragazza solare e ottimista,ha un brutto carattere, durante una vacanza col suo adorato papà (che ha divorziato dalla madre quando Carmen era piccola) e con la sua nuova famiglia, dovrà fare i conti con la paura di perdere il suo posto nel cuore del padre.
Bridget "Bee" Vreeland
Biondissima e atletica, ha una passione sfrenata per il calcio. Esuberante, estroversa e  grintosa, non ha ancora del tutto superato il trauma della morte della madre, avvenuta quando Bee aveva 11 anni. Durante l'estate va in Baja California, in un campo di calcio dove sport e passione si fondono in un vortice troppo pericoloso, anche per una ragazza sveglia come lei...si innamora di Eric un allenatore del campo, ma questa ....

## Differenze con il film
Nell'omonimo film creato sulla base di questo libro, sono state modificate alcune cose, cambiando completamente la personalità delle ragazze in particolare di Lena che nel libro appare come una ragazza molto timida che respinge il ragazzo greco e cui piace perché teme che la veda solo bella fuori e che non guardi il suo aspetto interiore. I nonni di Lena arrivano ad odiarlo solo perché lui la vede accidentalmente nuda, nonostante sia un fidato amico di famiglia, dal momento che Lena torna a casa trafelata e impaurita, facendo credere involontariamente ai nonni che fosse successo qualcosa oltre alla realtà. Lena vorrebbe chiarire il malinteso e solo quando le cose prendono una piega oramai irrecuperabile decide di dire la verità. Le cose però si risolvono alla fine del suo viaggio in Grecia, con un dolce bacio e coraggio da entrambi gli amanti. Infine Lena riparte per Washington D.C., dopo una dichiarazione d'amore.
Un altro particolare che si può notare dal libro al film è l'assenza della sorella minore di Lena, Effie, un personaggio particolare e molto estroverso, che alla fine riesce sempre a risolvere le cose a modo suo.

## Sequel
Sono stati creati altri 3 libri che raccontano le avventure di queste quattro ragazze:
- La seconda estate. Quattro amiche e un paio di jeans
- Il tempo delle scelte. Quattro amiche e un paio di jeans
- Per sempre in blu. Quattro amiche e un paio di jeans

Con l'ultimo libro si concludono le vicende delle quattro ragazze, che nonostante la perdita dei loro Pantaloni, rimarranno per sempre amiche, in qualsiasi luogo del mondo, in quanto, come dice Carmen, "noi siamo ovunque".
- Nel 2011 l'autrice ha pubblicato Quattro amiche per sempre, in cui Lena, Tibby, Bridget e Carmen, alla soglia dei trent'anni, si ritrovano in Grecia, nella casa dei nonni di Lena.

## Edizioni
- Ann Brashares, Quattro amiche e un paio di jeans, Fabbri Editori, 2007.